# Термінологія X/1999
Ця стаття описує терміни, які часто зустрічаються в манзі «X/1999». Також подано опис місць, де відбуваються події манґи.

## Гора Коя

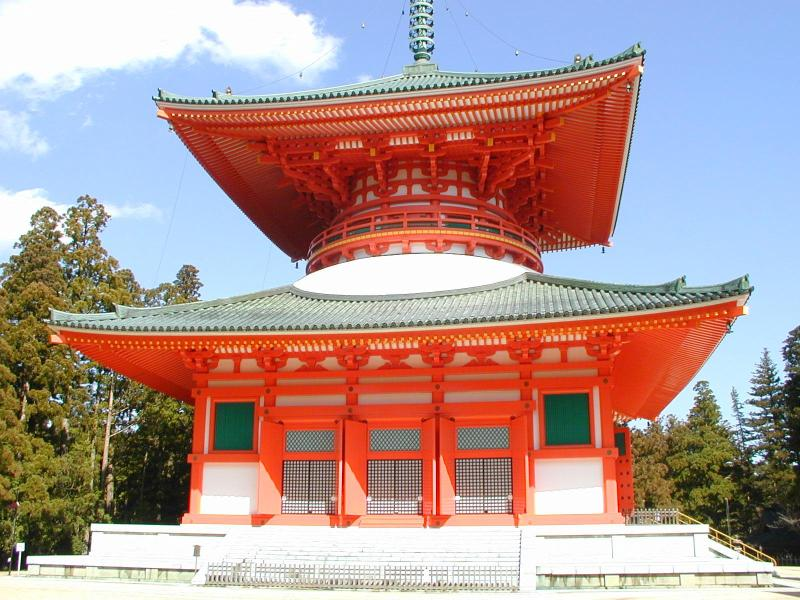
Храм на горі Коя

Гора Коя (яп. 高野山, кириліз.: коя-сан) — гора в префектурі Вакаяма на південь від Осаки, перш за все відома як центр Шінґон, секти японського буддизму. Сората Арісуґава зовсім маленьким був відданий на виховання до монастиря на виховання, де і прожив більшість свого життя. Араші і Хіното при першій зустрічі називають Сорату «гостем з гори Коя».

## Храм Ісе

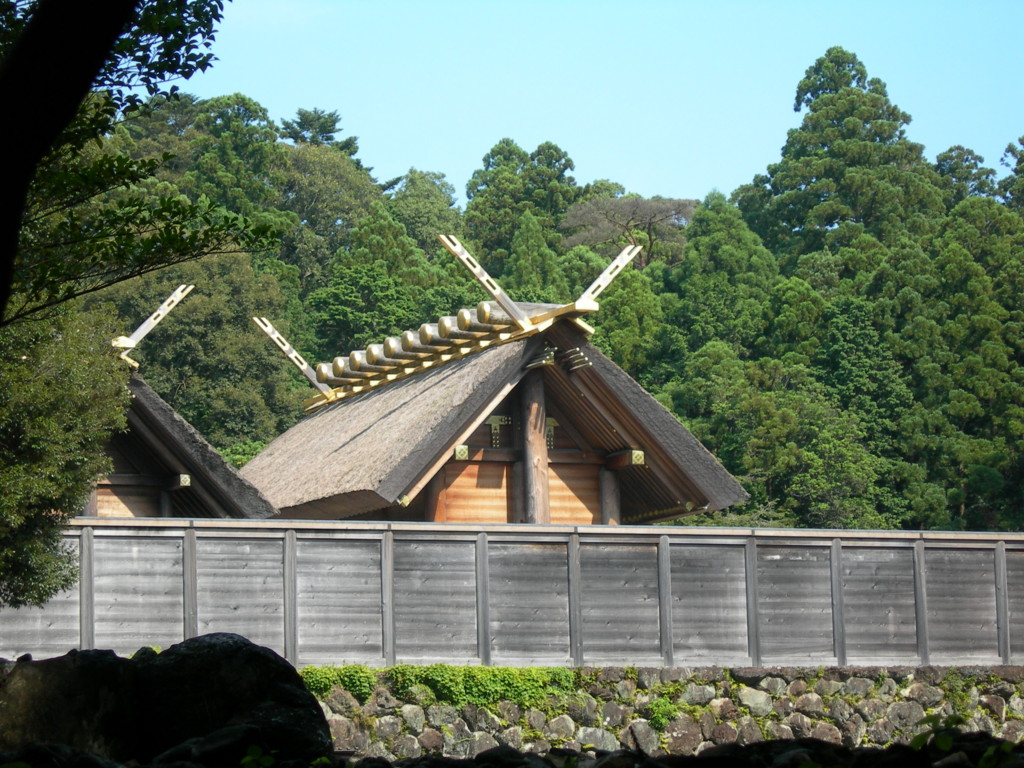
Святилище Ісе

Храм Ісе (яп. 伊勢神宮, кириліз.: ісе-джінґу) — синтоїстський храм присвячений богині Аматерасу Омікамі. Розташований в місті Ісе в префектурі Mie. Араші Кішю — жриця у цьому храмі. Її в дитинстві підібрала Каеде, настоятелька храму Ісе. Вона і виховала дівчинку у синтоїстських традиціях. Тому Араші часто використовує старовинні вирази і поняття, тримає себе стримано, як і належить жриці.

## Храм Міцуміне

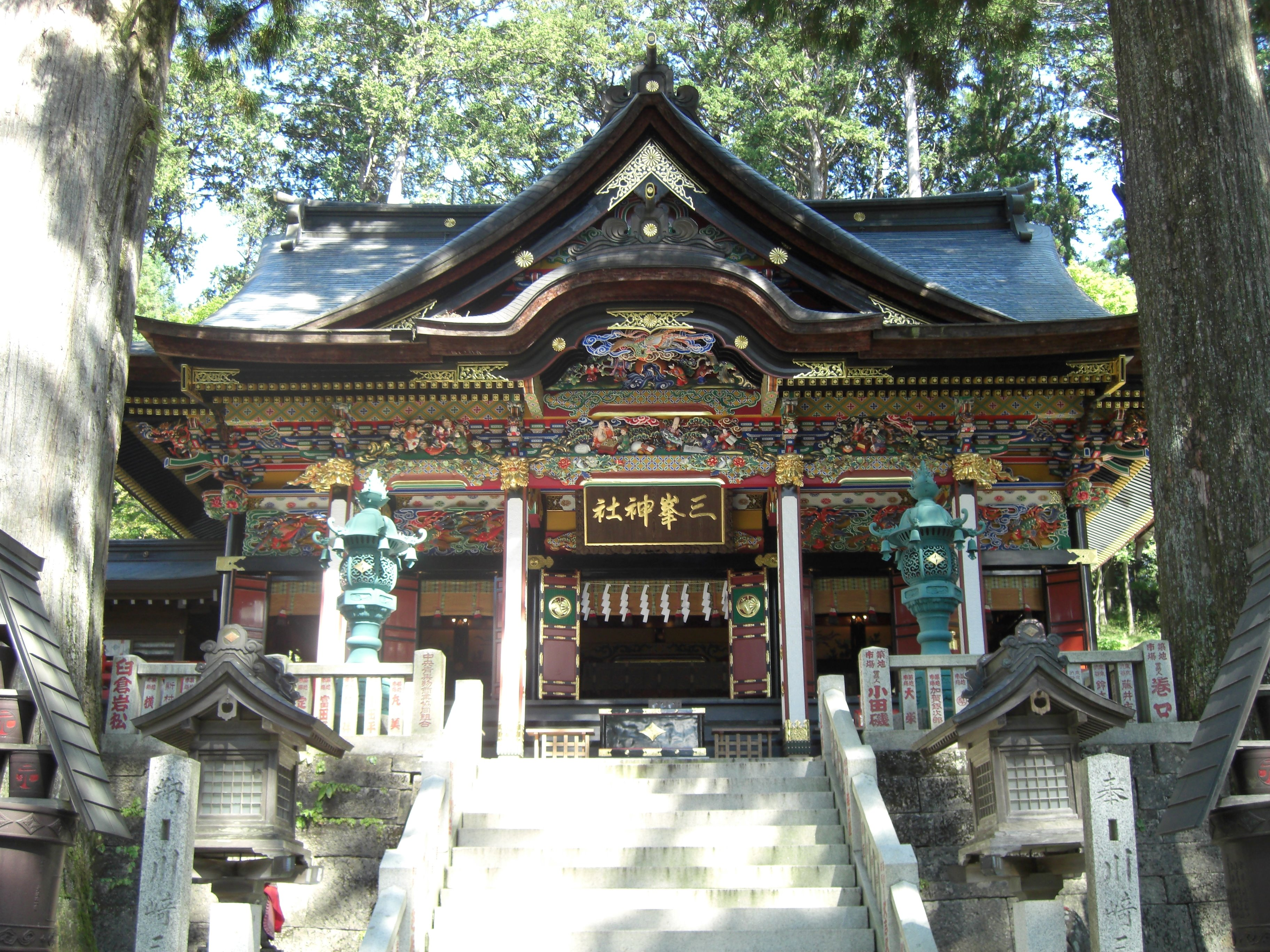
Храм Міцуміне

Храм Міцуміне (яп. 三峰神社, кириліз.: міцуміне джінджя) — синтоїстський храм розташований в на горі Міцуміне в Чічібе (Префектура Сайтама). Святилище також відоме як Міцуміне-Дайґонґен (Велике Уособлення Міцуміне) в якому знаходиться знаменитий храм Тендай, секти японського Буддизму.
Юдзуріха з клану Некой — нащадок хранителів цього святилища. Юдзуріха прожила більшість життя при цьому святилищі і виховувалась бабусею, настоятелькою храму Міцуміне.

## Храм Тоґакуші
Храм Тоґакуші (яп. 戸隠神社, кириліз.: тоґакуші джінджя) — вигадане святилище, настоятелем якого був Кьоґо Моно, чолові Саї Моно, батько Фуми і Которі Моно. У храмі зберігався Священний Меч Камуі, народжений Саєю Моно у цьому святилищі. Пізніше Натаку вдається викрасти звідси Меч, вбивши настоятеля. У цьому ж храмі був народжений Другий Меч Токіо Маґамі. Існує також і справжнє святилище Тоґакуші у префектурі Наґано.

## Академія CLAMP
Університетське Містечко CLAMP (яп. ＣＬＡＭＰ学園, кириліз.: курампу ґакуен) — вигаданий комплекс навчальних закладів усіх рівнів, розташований на півдні Токіо. Архітектурний комплекс являє собою пентаграму обмежену колом. Академія була побудована сімейством Імонояма з подвійною метою: виховання і навчання найталановитішої і найобдарованішої молоді Японії, а також зберігання Священного Меча в центрі пентаграми, яку й формує університетське містечко. Колом, яке оточує пентаграму, постійно рухається потяг. Усе містечко надійно охороняється як найновітнішими технічними засобами так і містичними бар'єрами. На прохання Тору і Токіо Маґамі, директор академії збудувала спеціальне приміщення, яке убезпечило в майбутньому Священний Меч.

## Терміни

### Священний Меч
Священний Меч (яп. 神剣, кириліз.: шінкен) — зброя «Камуі Драконів Неба» і «Камуі Драконів Землі». Шінкен означає «меч, дарований богами» або «меч, який пропонується, як жертва богам». Напис на лезі Священного Меча написано івритом:|Barukh attah adonai eloheinu melekh ha-olam, she-ha-kol nihyeh bi-d'varo, що в перекладі означає: «Хвала Тобі, Господи Боже, Повелителю Всесвіту, від Слова Твого все створено.»
Згідно з сюжетом манґи Священні Мечі мали виносити і народити представниці клану Маґамі — сестри Тору і Токіко. При цьому вони мали загинути. Однак, якщо б Тору, мати Камуі, загинула передчасно, то не було б нікого, хто б попіклувався про маленького Камуі. Тому виносити і народити Священний Меч зголосилася, близька подруга Тору — Сая, яка вийшла заміж за настоятеля храму Тоґакуші, Кьоґо Моно, з метою подальшого захисту Меча. Кьоґо Моно після смерті Саї, зберігав Меч аж до викрадення його Натаку. Другий Меч народила Токіко в тому ж храмі. Пізніше він зберігався у спеціальному сховищі в центі Університетського містечка CLAMP. Під час Останньої Битви Фума і Камуі билися на Священних Мечах біля Токійської Вежі. Згідно з сюжетом повнометражного фільму перший Меч виносила Тору, а другий — Которі Моно.

### Каґе-ніе
Каґе-ніе (яп. 神剣, кириліз.: каґеніе) — буквально означає «тіньова жертва». У традиційній Японській окультних практиці каґе-ніе являє собою дерев'яну або паперову ляльку, яка служить уособленням певної людини і яка приймає усі негаразди на себе. Якщо хтось бажає нанести шкоду людині, захищеній каґе-ніе, то лялька страждатиме замість того, кого уособлює. У «X/1999» члени клану Маґамі віддавна служать каґе-ніе, для захисту багатіїв і політиків. Тору і Токіко Маґамі мали стати каґе-ніе для усього людства і померти, народивши Священні Мечі. Однак Тору мала виховати і подбати про маленького Камуі, тому виносити Меч зголосилася Сая Моно. Коли Камуі виріс Тору загинула у полум'ї як каґе-ніе, забравши на себе усі незгоди, які мали б переслідувати Камуі.

### Шікіґамі
Шікіґамі (яп. 式神, кириліз.: шікіґамі) — дух, якого створює і контролює той, хто знається на магії онмьодо. Використовується для виконання певної місії, яку має виконати його власник. Шікіґамі, в залежності від майстерності і сил мага, набувають різної подоби від тварини до людини. Для їхього створення необхідне бути написане закляття чи магічний символ на паперовій стрічці, яка і перетворюється на шікі. У «[X/1999]» шікіґамі використовуються для сутичок між магами онмьоджі — Сейшіро Сакурадзукаморі та Субару Сумераґі. Субару використовує папірці з намальованими на них пентаграмами, які під час активації закляттям перетворюються на птахів. У Сейшіро, як сильніший маг, має шікіґамі у вигляді яструба, який використовується для стеження. Хіното як наймогутніша чарівниця може створювати шікіґамі у вигляді людей в чорних костюмах і темних окулярах. Вона їх використовує, щоб стежити за Камуі, коли він повернувся до Токіо. Також ці шікіґамі викрадають Токіко Маґамі, імовірно з метою захоплення Священного Меча. Камуі і Сората за залишеними закляттями здогадуються, що цих шікі присилав темний дух, який заволодів Хіното. Сората використовує особливий тип шікіґамі —|ґохододжі, дух який безпосередньо контролюється власником і у випадку загибелі ґохододжі, гине і власник. За допомогою ґохододжі Сората врятував Араші від загибелі та викрив подвійну гру Хіното.

### Сновидець
Сновидець (яп. 式神, кириліз.: юмемі) у цьому випадку — людина, яка може бачити майбутнє у своїх снах і спілкуватися з іншими людини через сни. У «X/1999» сновидіння є своєрідним вікном, яке розкриває суть того, що має відбутись і зіставляє з тим, що відбулось. Людьми, які можуть спілкуватись між собою у снах є Хіното, Какьо Кудзукі, Каное, Которі Моно, Хокуто Сумераґі та Сая Моно. З них сновидцями є лише Хіното, Какьо і Которі. Сая мала слабко виражені здібності сновидця. Каное лише володіє здатністю «підглядати» за чужими снами і використовує цю здатність, щоб заглянути у сновидіння своєї сестри Хіното. У повнометражному фільмі Каное — повноправна сновиди, яка показує майбутнє Фумі. Хокуто має слабкі здібності онмьоджі, які дозволяють їй спілкуватись з Какьо. Хіното, Какьо і Которі всі мають повноцінні сновидіння, в яких вони вбачають майбутні події. У Которі ця здатність виражена слабше, вона може бачити цілісної картини майбутнього і не може повністю зрозуміти або управляти снами. Можливо через це у Которі виражений оптимістичний погляд на майбутнє. Хіното і Какьо — могутніші сновидці, які можуть повністю використовувати свої здібності; вони можуть розуміти і свідомо управляють своїми сновидіннями. Вони можуть затягувати у сни інших людей. Хіното використовує свої сни, щоб показати Камуі, зруйнований Токіо після Армагеддону, а також бар'єри Токіо з висоти пташиного лету, над яким кружляють Дракони Неба і Землі. Какьо показує майбутнє Фумі в темній кімнаті з розсувними дверима на фоні ширяючих пір'їн. Окрім того у снах сновидців можуть з'являтись душі вже померли сновидців: у своїх снах Которі бачила свою матір в образі русалки, а Какьо спілкувався з Хокуто і померлою Которі на фоні мальовничого узбережжя. Усі хто бачив майбутнє у снах намагалися його змінити, але це їм не вдавалося: Какьо, побачивши вбивство Хокуто, намагався цьому завадити, але лише більше підірвав собі здоров'я; Камуі нічого не зміг зробити, побачивши у сні страшну загибель Которі. Найбільше зусиль для зміни майбутнього приклала Хіното, яка щиро вірила в те, що Камуі — єдиний, хто може змінити майбутнє.

## Бар'єри (кеккаї)
Кеккай (яп. 結界, кириліз.: кеккаі) в буддизмі — духовний оберіг, створений ченцем, який створює щось на зразок мережі, яка захищає від впливу інших духовних сил.
У під кеккаєм розуміють кілька понять.
По-перше, Кеккай — це система штучних структур, які формують щось подібне до духовної мережі у вигляді шестикінечної зірки в Токіо. Воно є захисним полем для центру, наріжного каменю, де сходяться усі геомагнітні лінії планети. Метою Семи Печаток є збереження цієї захисної мережі. Якщо зруйнувати один з кеккаїв, то відбудеться потужний землетрус, спричинений розломом в земній корі, що призводить до великих руйнувань в певному районі, супроводжені численними жертвами. Метою Семи Янголів є руйнація усіх кеккаїв Токіо, що призведе до повної руйнації мережі геомагнітних ліній і спричинить постійні потужні землетруси в усьому світі, що і призведе до загибелі людства. Саме ліквідація людської цивілізації, яка забруднює навколишнє середовище і нещадно експлуатує надра Землі, та відродження планети після Армагеддону є кінцевою метою Семи Янголів, Драконів Землі.
По-друге, Кеккай Семи Печаток — це певна ділянка простору, обмежена правильною об'ємною фігурою (в залежності від Дракона Неба, який поставив цей кеккай), в якій створюється альтернативна реальність, в яку поміщається усі розташовані на цій ділянці об'єкти, окрім людей. Кеккай встановлюється Драконом Неба перед тим як вступити у бій з Драконом Землі. Усі руйнування, спричинені битвою, після зняття кеккаю не перейдуть у реальність, а отже це не призведе до жертв. Однак, якщо власник кеккаю у сутичці був вбитий або тяжко поранений то захисна оболонка кеккаю руйнується, а результати битв проектуються на реальні об'єкти в реальному світі.
Також існує, особливий Кеккай, який може створювати Сората, як буддійський чернець, з метою ізоляції об'єкта від зовнішньої реальності. Камуі і Сората використовують його лише один раз, щоб їх ніхто не підслухав.

## Список кеккаїв Токіо

### Nakano Sun Plaza

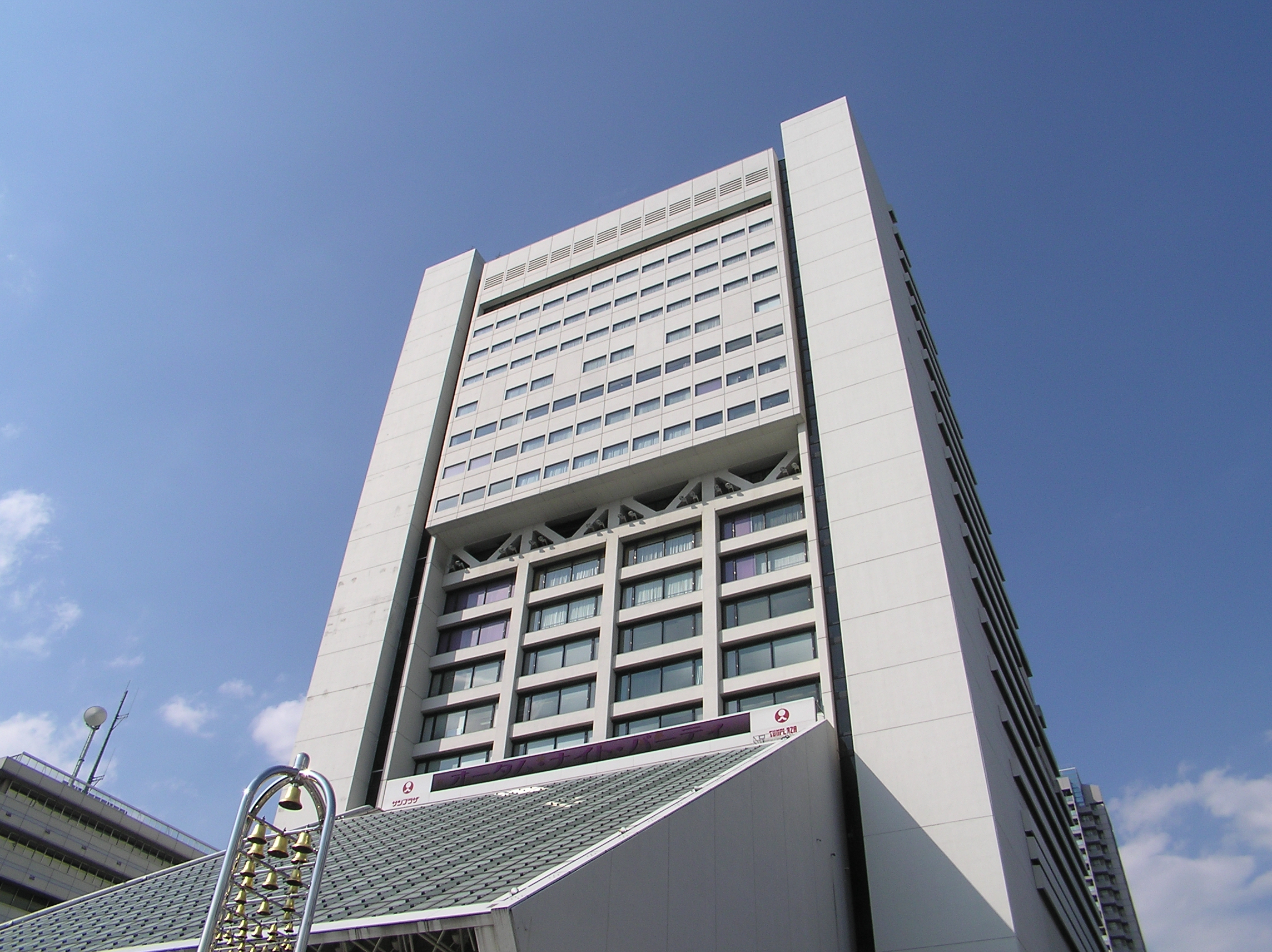
Nakano Sun Plaza

Накано Сан Плаза (яп. 中野サンプラザ, кириліз.: накано сан пураза) — готель з концертною залою в токійському районі Накано, що на заході Шінджюку. Одне з найпопулярніших місць для музичних концертів. У манзі зруйновано Сейшіро Сакурадзукою. Під час землетрусі в Накано Сан Плаза загинув батько Кейічі Сеґави. У повнометражному фільмі зруйновано Сейшіро Сакурадзукою під час битви з Субару Сумераґі, в якій обидва загинули. Це одна з найефектніших руйнацій кеккаю у фільмі.

### Sunshine 60

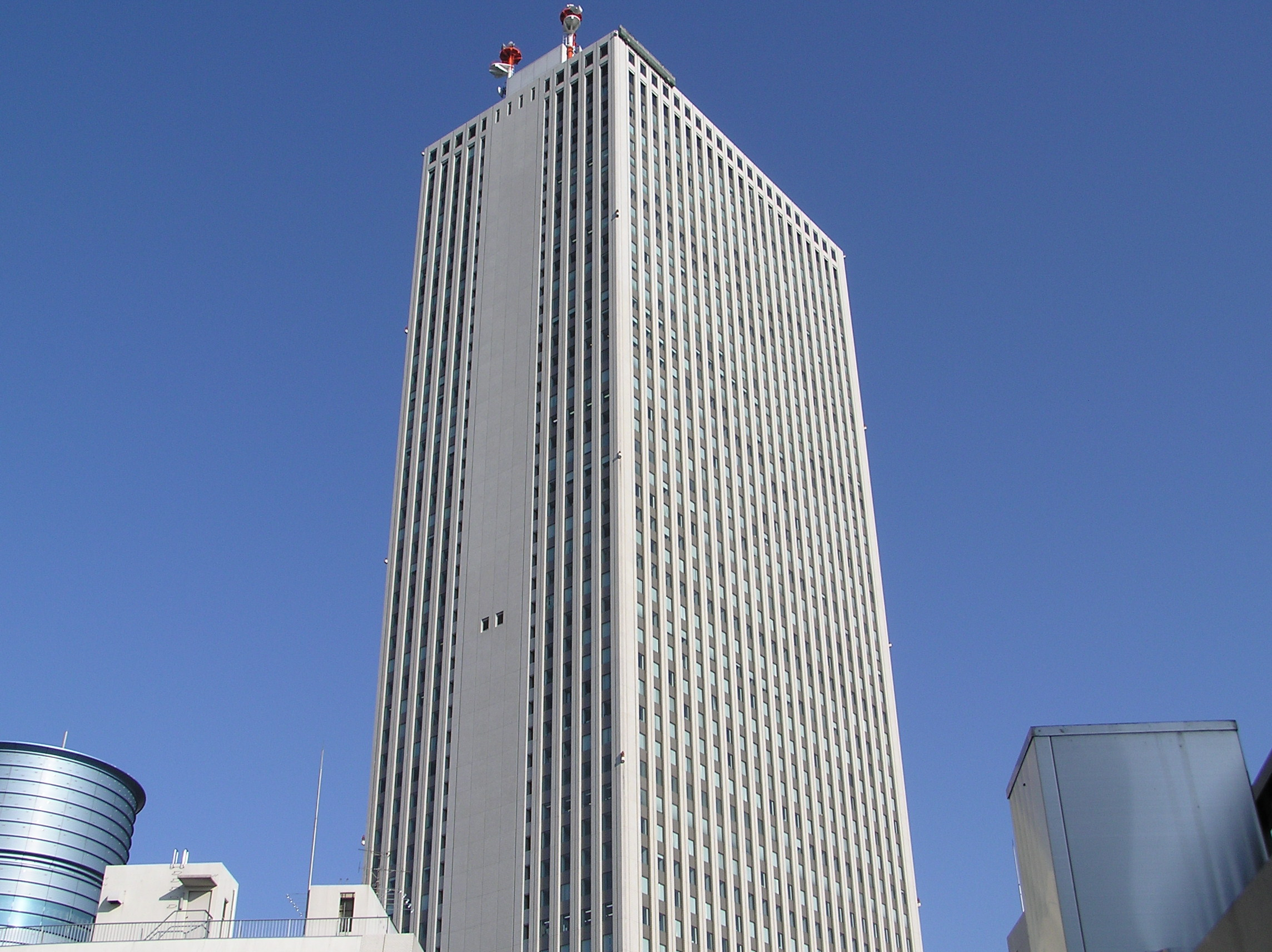
Sunshine 60

Саншайн 60 (яп. サンシャイン 60, кириліз.: саншяін 60) — 60-поверховий хмарочос, найвищий в комплексі Sunshine City на сході Ікебукуро (район Тошіма). Цей район відомий великою кількістю магазинів, ресторанів, акваріумом і планетарієм SKYMAX. Знищено Фумою і Натаку в манзі та телесеріалі. В повнометражному фільмі знищено Натаку під час битви з Сейічіро Аокі, в якій обидва загинули.

### Лінія Яманоте / Токійський вокзал

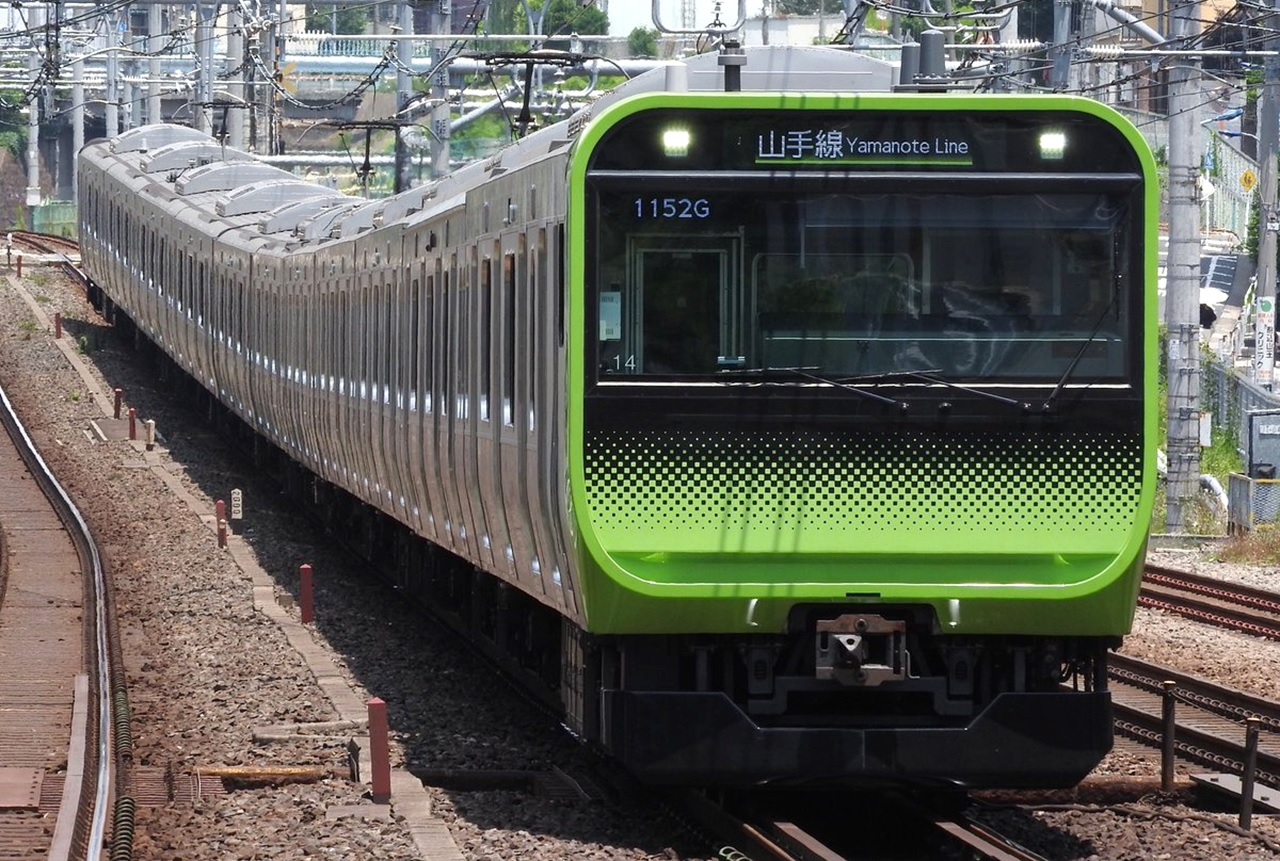
Лінія Яманоте

Лінія Яманоте / Токійський вокзал (яп. 山手線 / 東京駅, кириліз.: яманотесен / то:кьо:екі) — кільцева лінія електропоїздів у Токіо з найбільшим пасажиропотоком у місті, яка зв'язує найважливіші транспортні вузли міста і ділові центри: Ґіндзу, Шібую, Шінджюку та Ікебукуро. Вона простягається у вигляді руки Будди Амітабхи, яка ніби охоплює і захищає імператорський палац. Лінія Яманоте є найбільшим і найпотужнішим кеккаєм, оскільки займає значну територію Токіо. У манзі Фума пошкодив лише незначний відрізок лінії, але це призвело до ланцюгової реакції і руйнації всього кеккаю. У повнометражному фільмі знищено Шьоґо Асаґі під час битви з Карен Касумі, які обидва загинули у полум'ї. У телесеріалі на залізничній станції відбулась битва між Юто Кіґаєм і Карен Касумі, до яких приєднались Натаку і Сейічіро Аокі.

### Хмарочоси Шінджюку

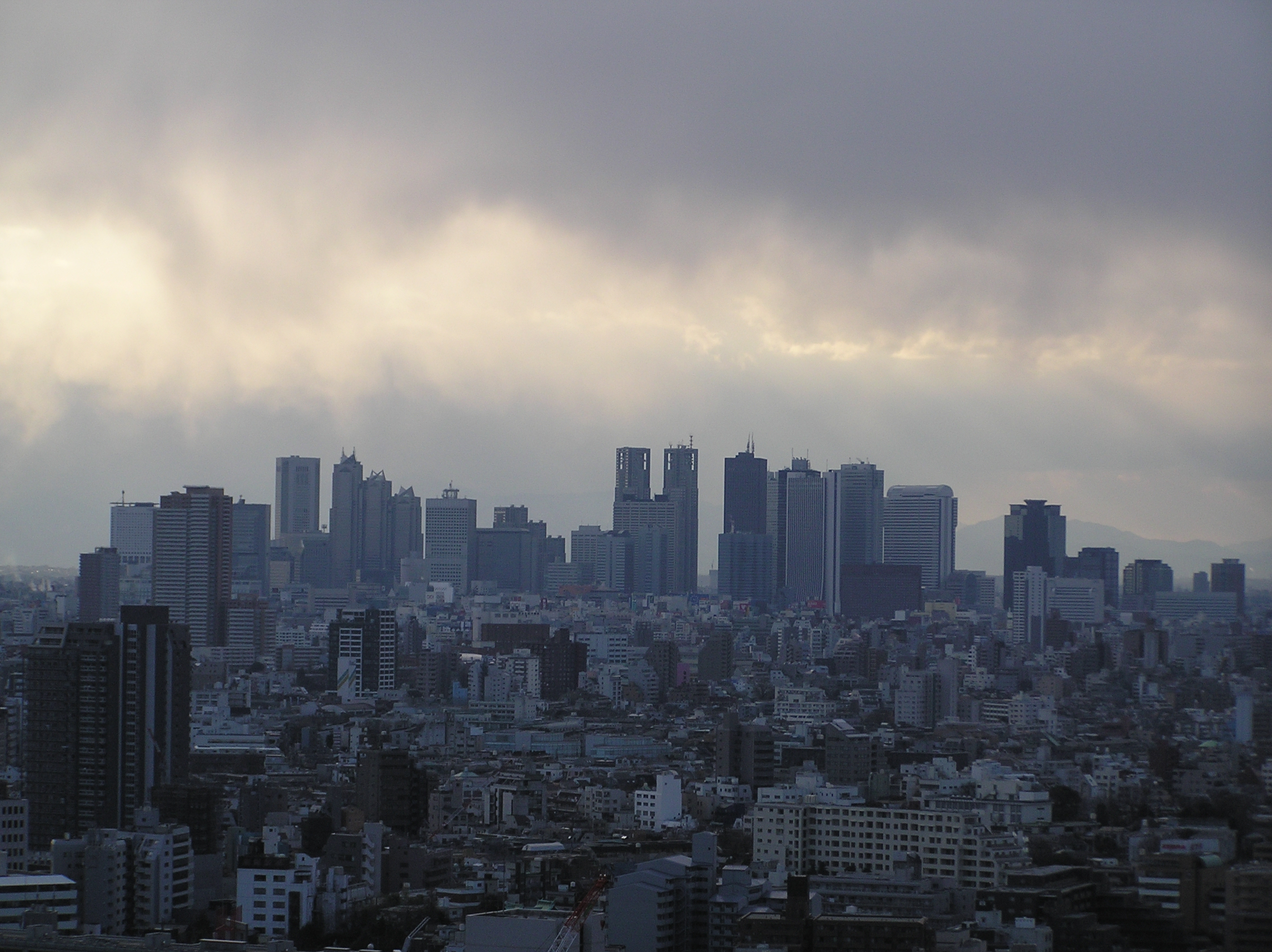
Шінджюку

Хмарочоси Шінджюку (яп. 新宿副都心, кириліз.: шінджюку фукутошін) — адміністративні та комерційні офісні будівлі, розташовані в токійському діловому районі Шінджюку. Найактивніше їх руйнувала Сацукі Ятоджі. У фільмі їх руйнували і Юто Кіґаі з Кусанаґі Шію. Єдиною спорудою, яка залишалась непошкодженою — це Токійська мерія.

### Shibuya 109
Шібуя 109 (яп. 渋谷 109, кириліз.: шібуя ічімарукю:) — головний торговий центр біля станції Шібуя в однойменному районі. Відомий своїми модними бутіками як центр субкультури коґяру. У манзі цей хмарочос-кеккай зруйнував Сейшіро Сакурадзука.

### Yebisu Garden Place

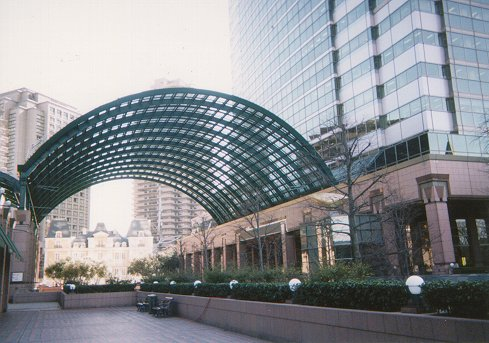
Ебісу

Ебісу (яп. 恵比須 ガーデン プレイス, кириліз.: ебісу ґа:ден пуреісу — район в Токіо, відомий своїми кафе та модними бутіками. У манзі Фума, перебуваючи в Торговому центрі Ебісу, познайомився з маленькою дівчинкою, яка попередила його про можливість сонячного опіку. Фума за це пригостив дівчинку напоєм і попросив її якнайшвидше піти з цього місця, бо незабаром відбудеться землетрус. Використавши 4 порожні металеві пляшки від напоїв як провідник, Фума охопив весь район Ебісу, викликавши могутній землетрус, який знищив торговий центр.

### Райдужний міст

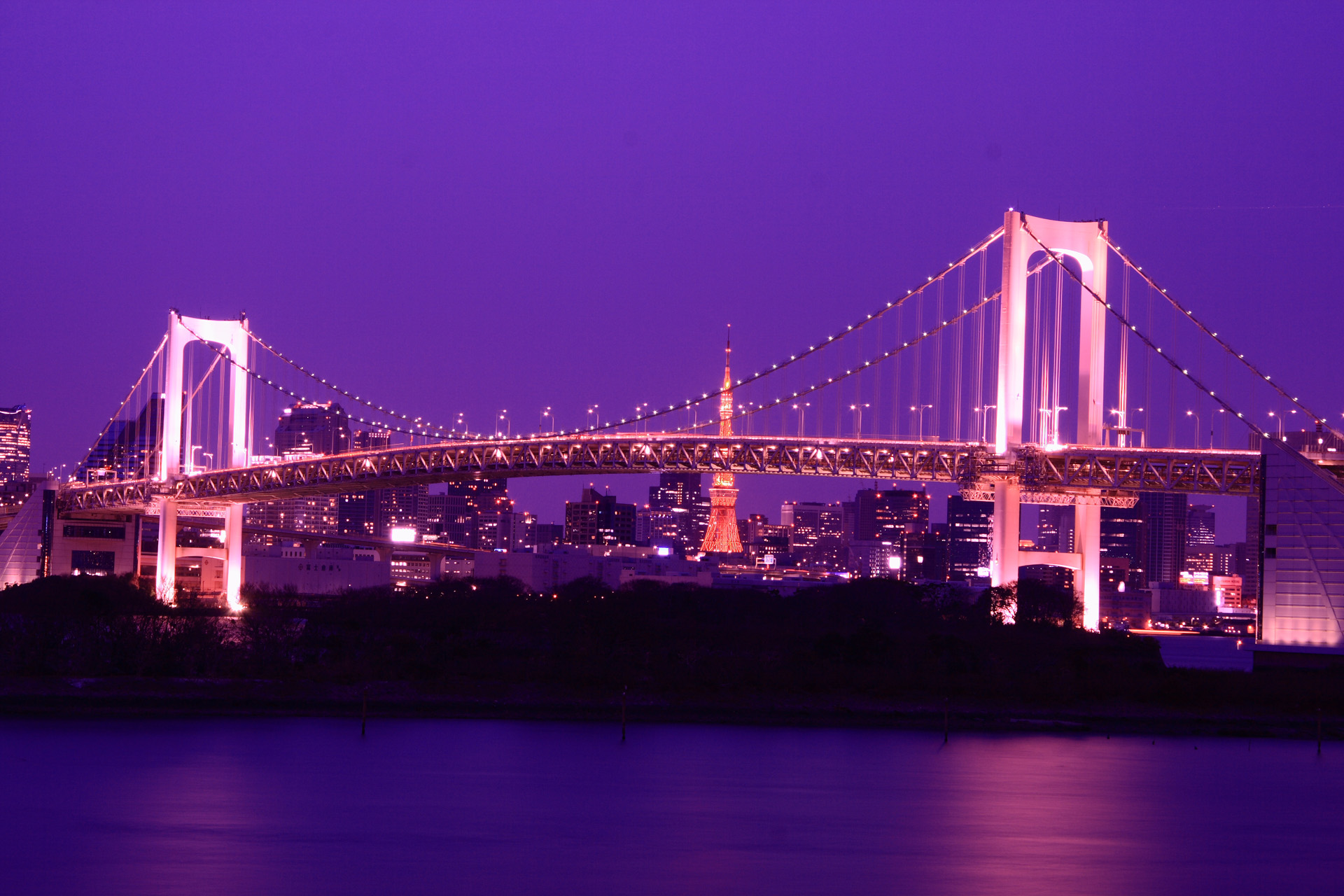
Райдужний міст

Райдужний міст (яп. レインボーブリッジ, кириліз.: реінбо: бурідж:і) — 570-метровий підвісний міст через Токійську затоку, який зв'язує Шібауру з Одайба (Мінато-ку). Згідно з манґою і телесеріалом Хіното попередила Субару Сумераґі, що там з'явиться один з Семи Янголів. Ним виявився Сейшіро Сакурадзука, який намагався зруйнувати кеккай, але йому завадив прихід Субару, який вступив з ним в битву. Хоч Субару був тяжко поранений під час сутички, його кеккай не дав руйнуванням моста перейти в реальність.

### Будинок Паламенту

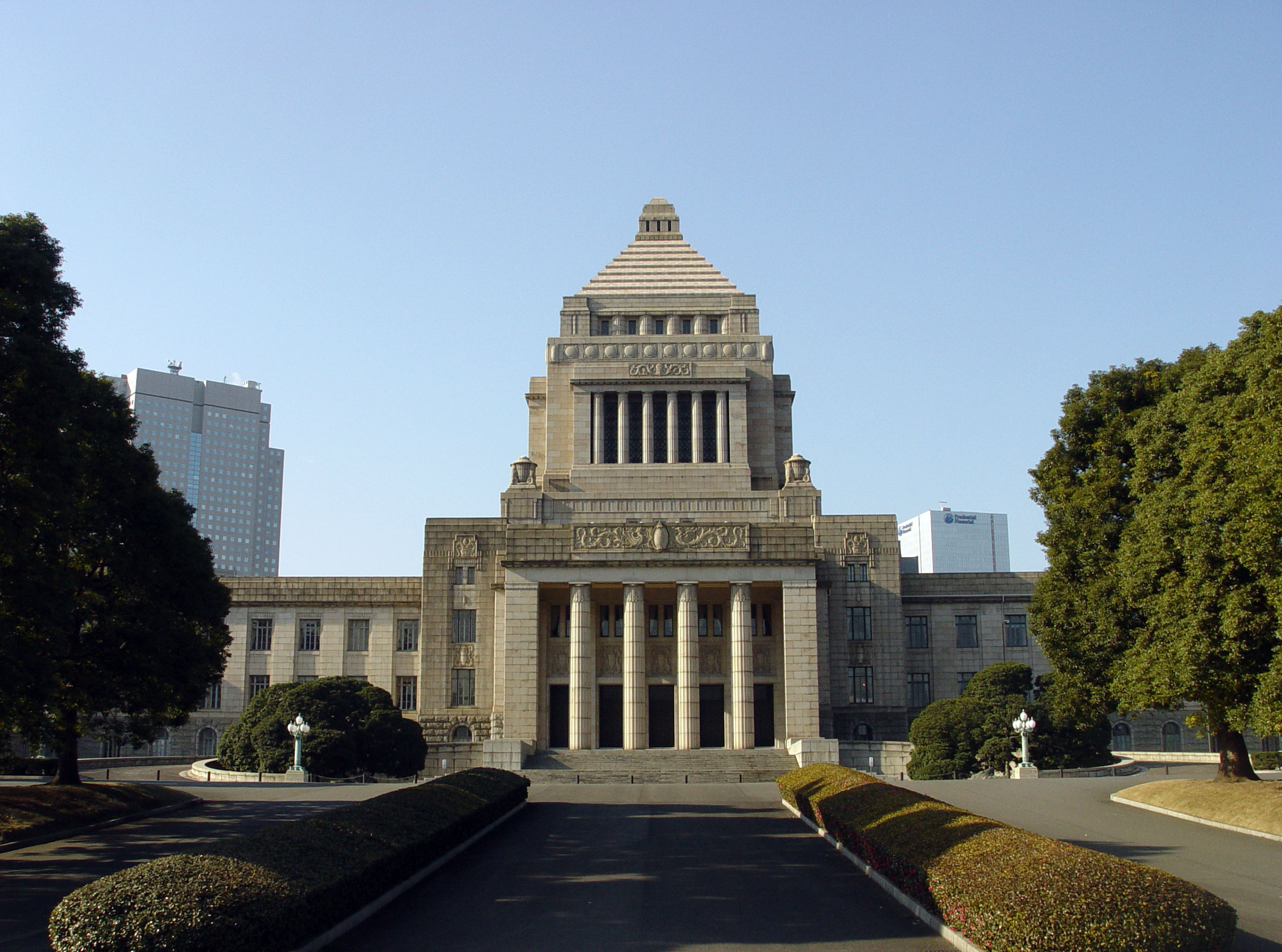
Будинок Паламенту

Будинок Парламенту (яп. 国会議事堂, кириліз.: коккаі ґіджідо:) — будівля, в якій проходять засідання вищого законодавчого органу Японії. В підземних поверхах будівлі живе сновидиця Хіното, яка передбачає майбутнє політикам парламенту. Саме в підземних поверхах будинку Парламенту найчастіше збираються Дракони Неба, щоб порадитись з Хіното щодо майбутніх дій проти Драконів Землі. Будинок Парламенту не є кеккаєм, але він піддався атаці Сейшіро Сакурадзуки, якому вдалося пробитися через захисний бар'єр навколо будівлі. В повнометражному фільмі «Камуі Драконів Землі» зруйнував будівлю, під руїнами якої було поховано багато депутатів парламенту.

### Ґіндза

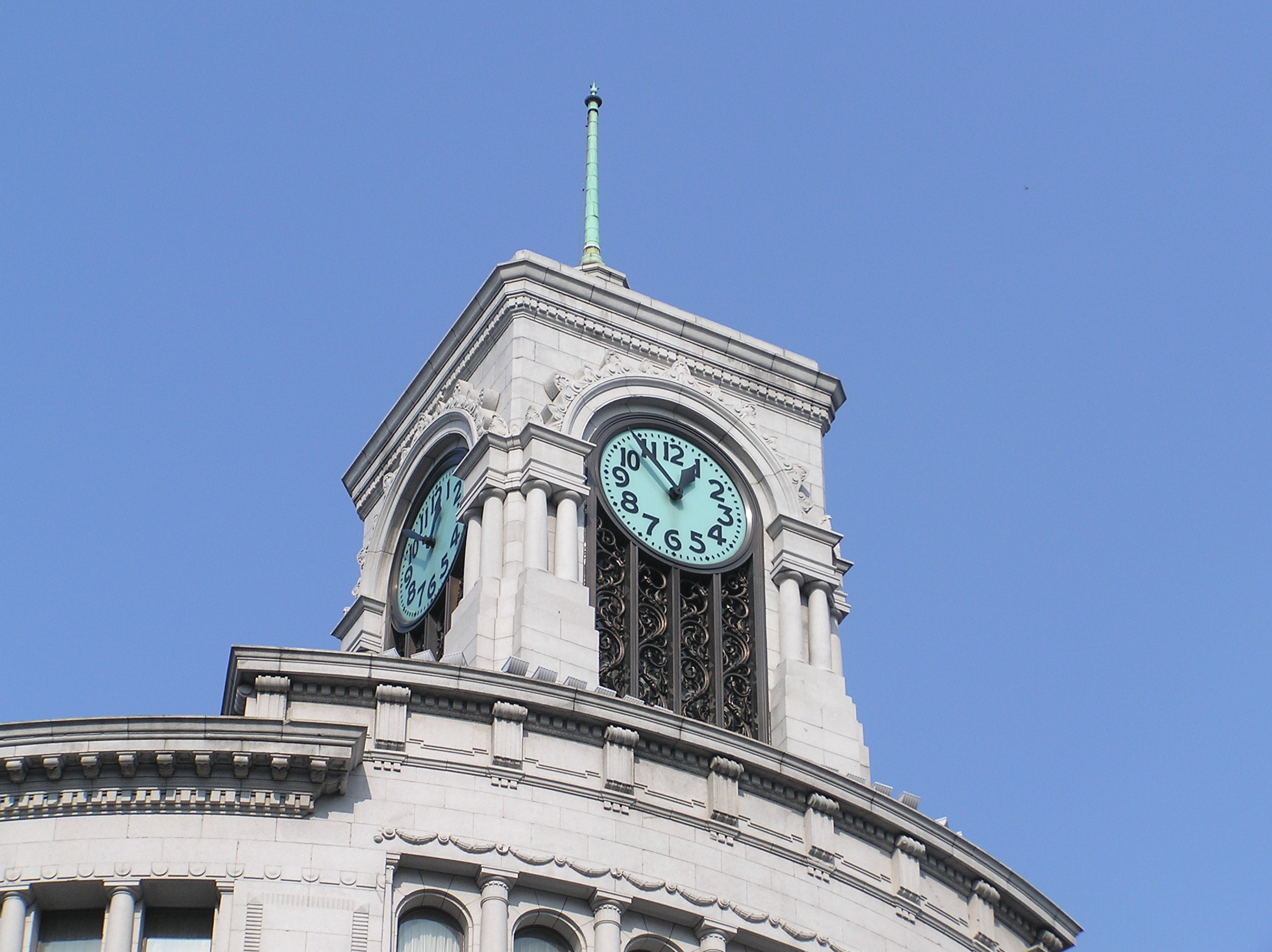
Вако

Ґіндза (яп. 銀座, кириліз.: ґіндза) — район в Токіо, відомий великою кількістю супермаркетів, кафе і ресторанів. Був атакований Фумою і Натаку в манзі. Очевидно, кеккай Ґіндзи уособлює будівля супермаркету Вако з годинниковою баштою.

### Парк Інокашіра

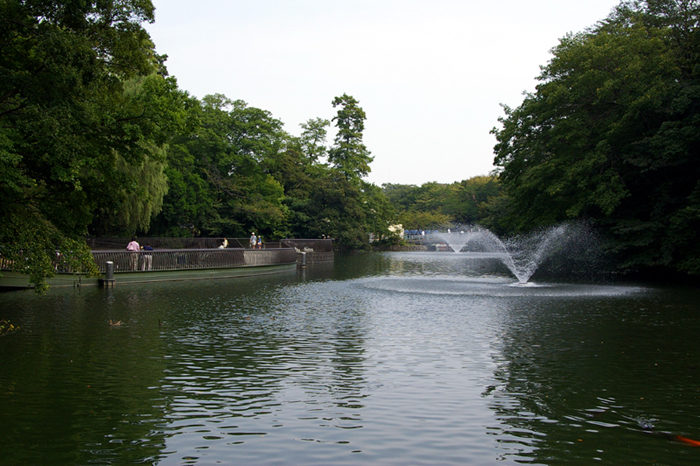
Інокашіра

Парк Інокашіра (яп. 井の頭公園, кириліз.: інокашіра ко:ен) — великий парк в районі Мітака в межах Токіо. Був знищений Фумою у телесеріалі, і атакований (але не знищений) Сацукі Ятоджі в манзі. Парк Інокашіра присвячений мстивій богині кохання Бензайтен, яка, згідно з міфологією, примушує передчасно закінчити взаємини молодих пар. Цей факт цікавий тим, що саме в цьому парку Сората, використавши|ґохододжі, врятував Араші від загибелі. Після цього Араші розуміє, що її почуття до Сорати — це кохання.

### Святилище Ясукуні

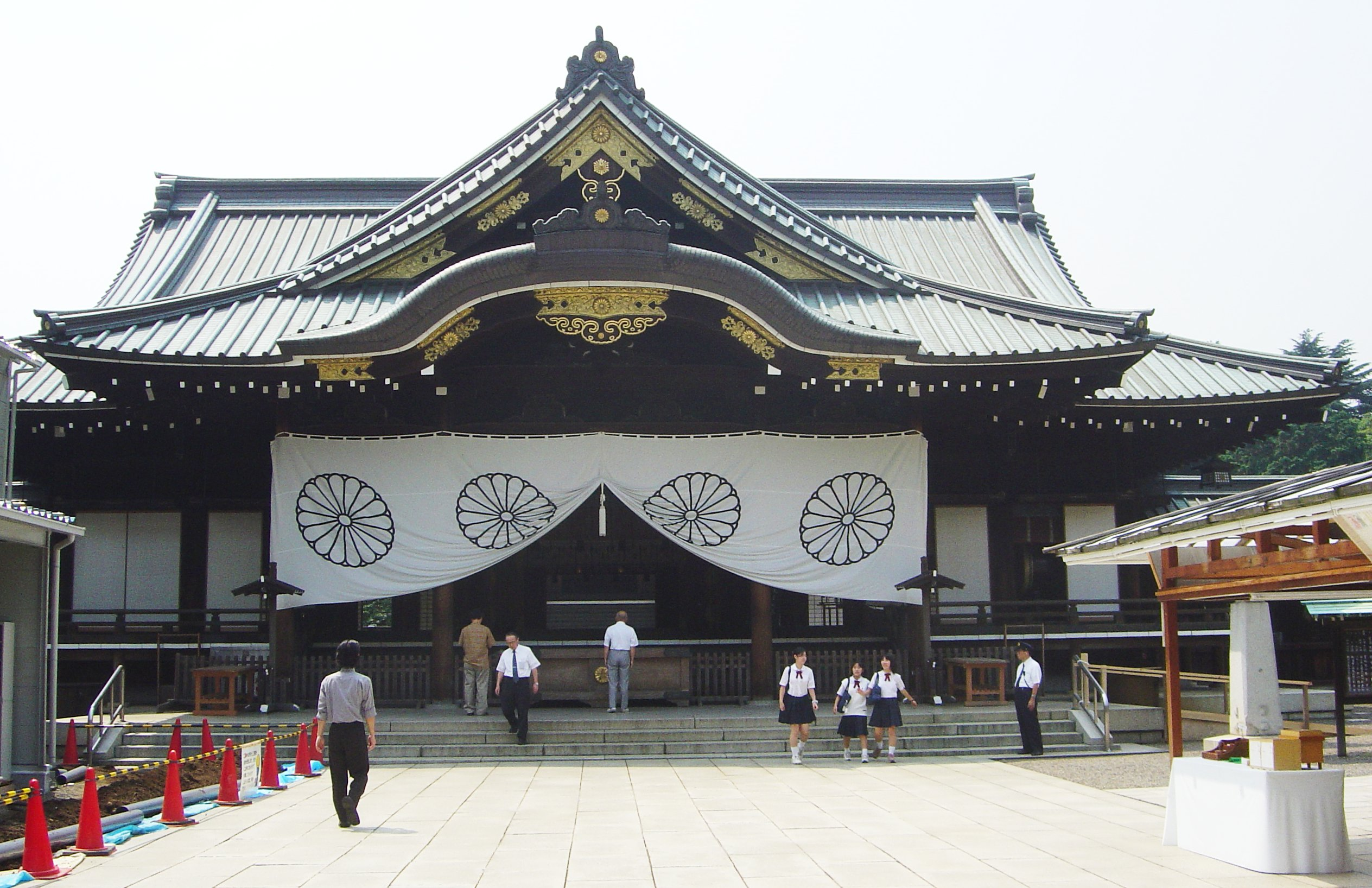
Ясукуні

Святилище Ясукуні (яп. 靖國神社, кириліз.: ясукіні джінджя) — святилище Токіо, присвячене японським воїнам, що загинули під час воєн. Святилище не виступає як кеккай у манзі, хоча саме там намічають зустріч Сейічіро, Дайске і Юдзуріха. У телевізійних серіях не сказано точно, що це кеккай, бо інформація про те, що на це місце здійснять напад Дракони Землі, була надана Хіното, якою вже на той час заволодів злий дух. Тому стверджувати, що це дійсно кеккай не має підстав. Так чи інакше, на цьому місці відбулась сутичка між Сейічіро Аокі і Кусанаґі Шію, який пошкодив землю на території святилища. Натаку збирався вбити Юдзуріху, але йому не дозволив Кусанаґі, за що і був поранений мечем Араші, яка зрадила Драконів Неба.

### Токійська мерія

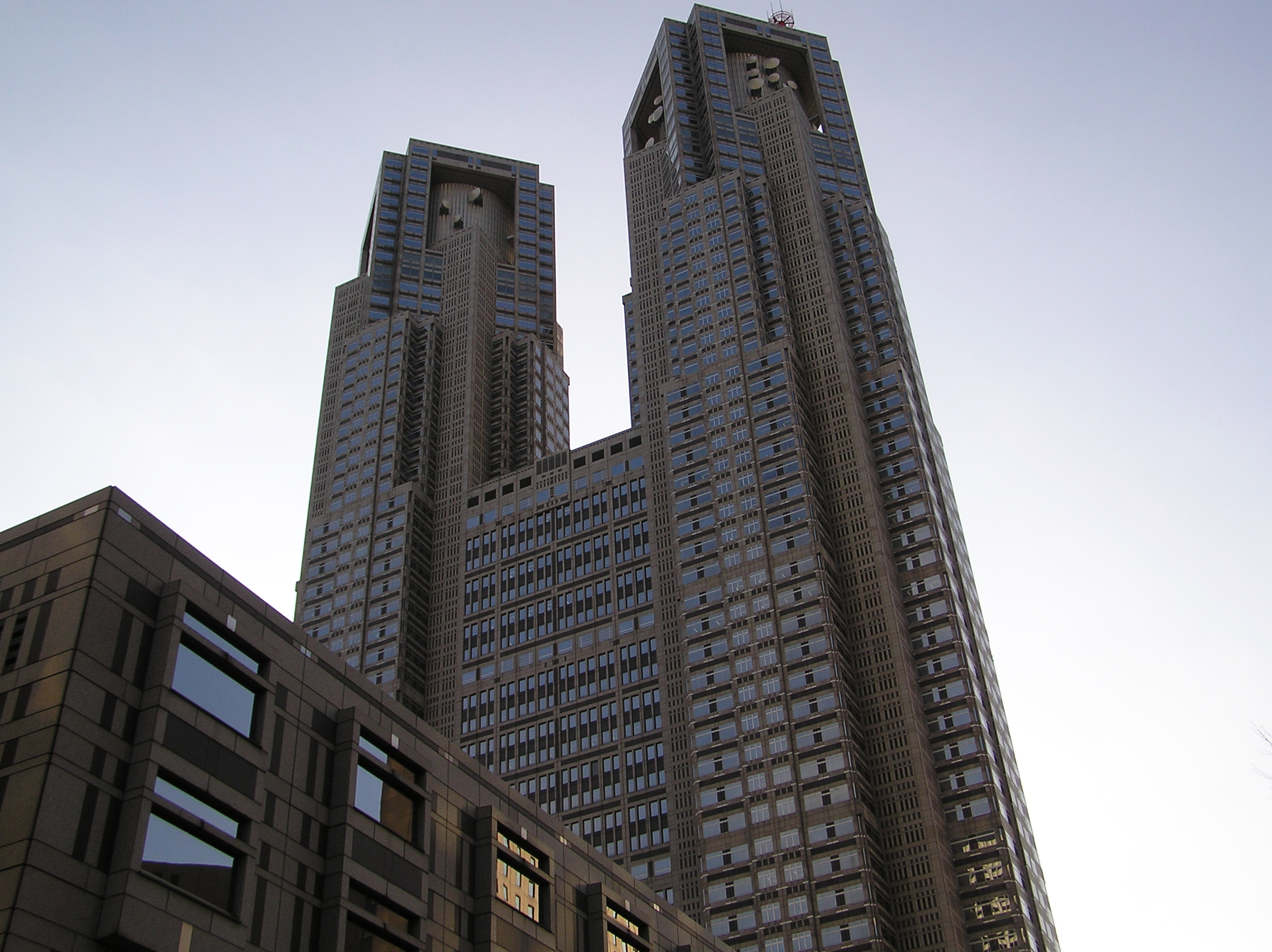
Токійська мерія

Токійська мерія (яп. 東京都庁, кириліз.: то:кьо: точьо:шя) — адміністративна будівля у токійському районі Шінджюку, в якій знаходиться міської адміністрації і адміністрація губернатора. являє собою два однакових хмарочоси, збудовані в к. 80-их — поч. 90-их років. Згідно з видінням сновидиці Хіното — це одна з двох будівель, яка не зазнає руйнувань після Останньої Битви Апокаліпсису. В Токійські мерії знаходиться штаб-квартира Семи Янголів, бо Каное, яка згуртувала навколо себе Драконів Землі, працює там секретарем губернатора. В підземних поверхах мерії знаходиться трон «Камуі Драконів Землі», спальня Каное, кімната для чаювання Юто, суперкомп'ютер «Звір» Сацукі разом з потужною охолоджуючою системою і сотнею дротів. Також в підземеллі перебував і Какьо Кудзукі, прикутий до ліжка. В повнометражному фільмі у сні Каное показана мерія, навколо розкинулись плавні з водною рослинністю.

### Токійська вежа

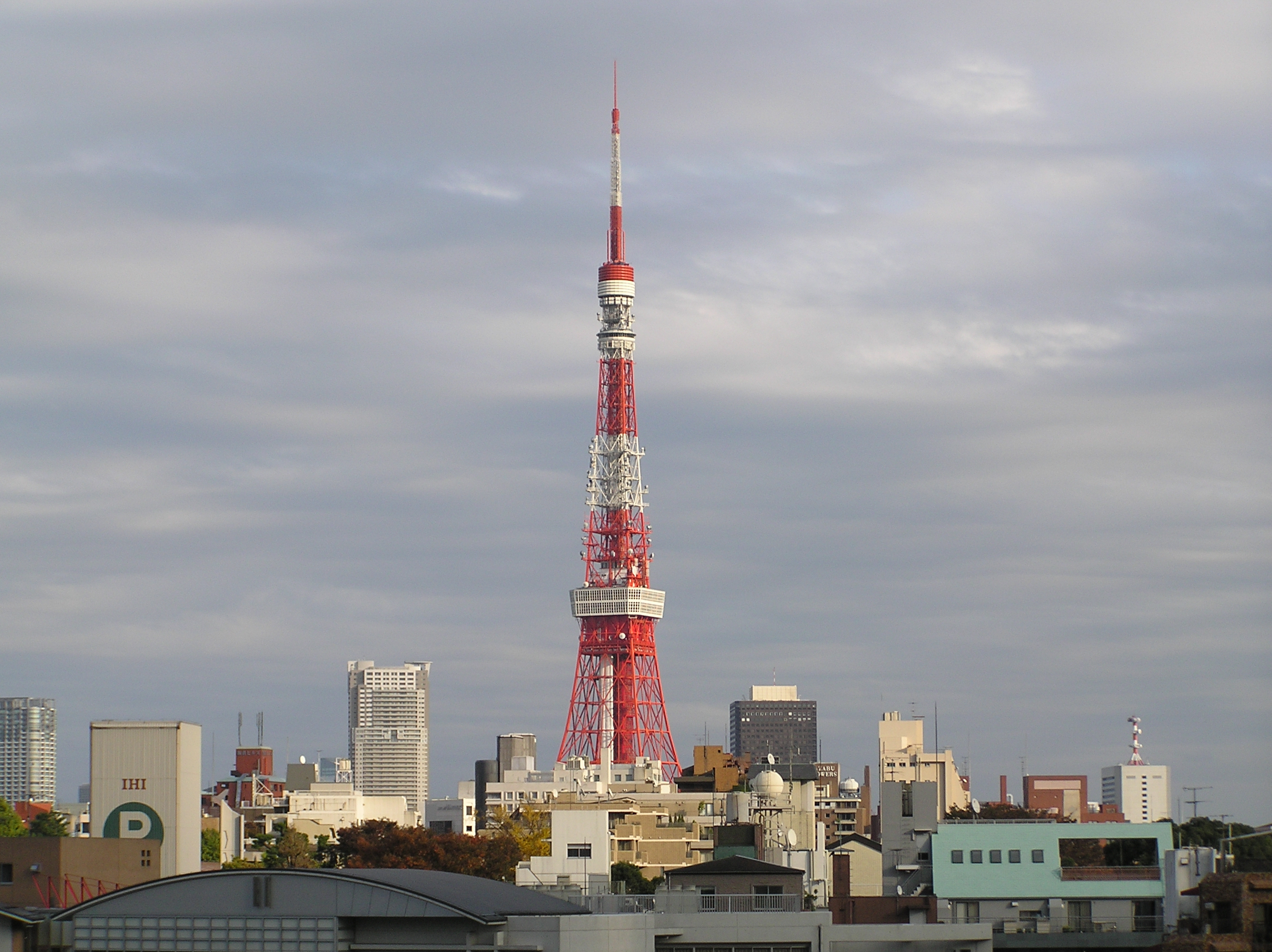
Токійська вежа

Токійська вежа (яп. 東京 タワー, кириліз.: то:кьо: тава) — сталева червоно-біла конструкція, визначна споруда в Токіо і орієнтир. В «X/1999» — це найголовніший кеккай міста, де має відбутись вирішальна битва між Камуі Драконів Неба і «Камуі» Драконів Землі. Згідно з видінням сновидиці Хіното — це одна з двох будівель, яка не зазнає руйнувань після Останньої Битви Апокаліпсису. Згідно з сюжетом фільму Камуі і Фума б'ються на вежі і Камуі відтинає голову Фумі. Згідно з сюжетом останньої серії серіалу Камуі вдається повернути свідомість Фуми ціною власного життя. При цьому над вежею було розкрито сферичний кеккай, який захистив Токіо від руйнувань. Також вежа це зручне місце для Драконів, коли вони хочуть побути наодинці. У кліпі «CLAMP in Wonderland» на Токійській вежі зібрались усі Дракони.